# 피터 스카너비노
피터 스캐너비노(Peter Scanavino, 1980년 2월 29일 ~ )는 미국의 배우이다.
덴버에서 태어났다.

## 출연 작품
- 뮤츄얼 프렌즈 (2013년) - 네이트 역
- 낯선 땅 (2013년)
- 프란시스 하 (2012년) - 셰프 역
- 왓칭 티비 위드 더 레드 차이니즈 (2011년)
- 해피 땡큐 유 모어 프리즈 (2010년)
- 자벨리나 (2009년)
- 인포머스 (2009년)
- 더 클럽 (2008년)

### 텔레비전
- 로앤오더: 성범죄 전담반 (2013-현재)